# Calamus bousigonii
Espèce
Calamus bousigonii est une espèce de plantes à fleurs de la famille des Arecaceae, les palmiers. C'est une liane grimpante qui fait partie de la sous-famille des Calamoideae, généralement appelés les rotins.

## Taxonomie
Cette espèce, Calamus bousigonii Becc., a 2 sous-espèces, Calamus bousigonii subsp. bousigonii et Calamus bousigonii subsp. smitinandii J.Dransf., Kew Bull. 55(3): 713 (2000),,,

## Noms communs
Les noms de la plante sont wai huadio (Thaïlande),phdau aré :ch ou phdav arech (phdau=rotin, Khmer),, et may cun (mai est commun aux espèces de rotin, Vietnam)
La sous-espèce smitinandii est appelée wai sae ma (หวายแซ่ม้า) dans la province de Trang, au sud de la Thaïlande.
Les tiges de sont groupées ou solitaires, grimpantes, jusqu’à 20 m de long et 2 cm de diamètre. Les gaines foliaires sont vertes, marbrées, munies de poils brun blanchâtre, avec des épines peu à densément disposées, brun jaunâtre, à base renflée, de 1,3 cm de long. ochréas sont courts, non épineux. Des flagelles sont présents de 1,5 m de long ; les rachis sont jusqu’à 1 m de long avec 5 à 10 folioles rhomboïdales par côté, celles-ci sont régulièrement disposées, avec des marges hérissées ; pas de vrilles. Les inflorescences font jusqu’à 1,1 m de long, flagellées ; bractées tubulaires ; fruits globuleux, jusqu’à 1,4 cm de diamètre de long, jaunâtre.

## Distribution
L’espèce pousse en Thaïlande, au Cambodge et dans le sud du Vietnam, et peut-être dans le nord de la péninsule malaisienne,,. La sous-espèce bousigonii est enregistrée de la même manière, mais Dransfield considère la population de la Thaïlande péninsulaire (et probablement celle de la Malaisie) comme la sous-espèce smitinandii,. L’état de conservation de l’espèce est inconnu, mais la population de la Thaïlande péninsulaire n’est probablement pas menacée.

## Écologie
L’espèce pousse dans les forêts sempervirentes, où elle a des tiges qui donnent des cannes de 5 à 15 m de long,.
Présent dans la communauté forestière rabougrie, appelée forêt sempervirente basse de montagne par Pauline Dy Phon, dans le Parc national de Bokor, Province de Kampot, Cambodge, le grimpeur pousse à des altitudes allant jusqu’à 1014m.
Dans le parc national de Bạch Mã, dans le centre du Vietnam, qui abrite principalement une forêt tropicale et subtropicale sempervirente de mousson, il pousse à des altitudes de 400 à 1000 m, dans des zones de couverture forestière de 50 à 60 %. Localement, l’espèce est appelée « rotin seul » ou « rotin fidèle » car si une plante d’un sexe est trouvée, une plante du sexe opposé sera à proximité. La plante à tige unique (non agglomérante) atteint 5 à 6 m dans le parc et se distingue par sa grande feuille en forme de parallélogramme, avec une surface ridée et une bordure ondulée.
La sous-espèce bousigonii a des rachis avec des bractées qui sont strictement tubulaires et pour la plupart intactes, ne se fendant pas, et les branches de premier ordre sont insérées à l’embouchure de ces bractées. La sous-espèce smitinandii est l’une des plus attrayantes de tous les rotins thaïlandais. Ses folioles ondulées brillantes en forme de losange et son port bas et soigné lui confèrent un potentiel horticole considérable  parmi les espèces thaïlandaises, il est très distinctif. La sous-espèce smitinandii est un rotin élancé, se regroupant et poussant jusqu’à 10 m, rarement jusqu’à 20 m, il fleurit et fructifie souvent à 2-3 m. Ses tiges sans poulies ont un diamètre de 4 à 8 mm. La gaine foliaire est densément recouverte d’épines solitaires, de 1 à 13 mm de long. Les bractées sur le rachis de Calamus smitinandii sont allongées, fendues sur au moins la moitié de leur longueur, s’ouvrant et s’aplatissant en formant des lambeaux.
Dans la Malaisie péninsulaire, Les espèces du genrel Calamus ont des saisons de floraison différentes, un mécanisme pour maintenir des barrières de reproduction ou pour diviser les ressources pollinisatrices. Calamus bousigonii a un pic de floraison en novembre-décembre.

## Utilisations
La vannerie se fait à l’aide de la longue canne de ce palmier au Cambodge.
Le rotin est collecté pour un usage local dans le parc national de Bạch Mã, au Vietnam, où la hauteur à laquelle poussent les palmiers démontre qu’il n’y a pas de surexploitation.
Les habitants de la zone tampon du parc utilisent le rotin localement pour des usages traditionnels (construction, tissage, produits ménagers), mais il est également vendu et commercialisé, ce qui constitue, derrière le riz, la deuxième source de revenus la plus importante pour les pauvres et les ménages sans terre. Il y a de ce fait, une surexploitation du rotin dans la région.

## Note